# Gare de L'Hôpital (Moselle)
La gare de L'Hôpital est une gare ferroviaire française, fermée, de la ligne de Haguenau à Hargarten - Falck située, rue de la Gare, sur le territoire de la commune de L'Hôpital, dans le département de Moselle, en région Grand Est.

## Situation ferroviaire
Établie à 234 mètres d'altitude, la gare fermée de l'Hôpital est située au point kilométrique (PK) 113,142 de la ligne de Haguenau à Hargarten - Falck, entre les gares de Merlebach-Freyming et de L'Hôpital-Puits-Neuf.

## Patrimoine ferroviaire
L'ancien bâtiment est restauré et utilisé par les associations de la commune.